# Łanięta-Kolonia
Łanięta-Kolonia – dawna część wsi Rajmundów w Polsce, w województwie łódzkim, w powiecie kutnowskim, w gminie Łanięta. Wchodzi w skład sołectwa Rajmundów.
1 stycznia 2024 nazwa miejscowości została zniesiona.
W latach 1975–1998 Łanięta-Kolonia administracyjnie należały do województwa płockiego.